# Torre di Olonio
La torre di Olonio fu un fortilizio militare, ora in stato di rudere, utilizzato come punto di controllo e di riscossione dei dazi sulle merci che navigavano da e per la Valchiavenna e la Valtellina sulle direttrici navigabili dei fiumi Mera e Adda.
La torre sorgeva sulla sponda sinistra del fiume Mera all'altezza della riserva del Pian di Spagna, sul confine tra i comuni di Gera Lario e Sorico in provincia di Como.

## Storia
L'edificio venne costruito in età imperiale romana ma il primo documento che ne attesta ufficialmente la funzione e la posizione geografica è del XII secolo quando il 25 ottobre 1167 Federico Barbarossa dona la torre di Olonio e il Castello di San Giorgio di Sorico al vescovo di Como.

Un atto del XV secolo descrive l'edificio dotato di sistema riscossione dei pedaggi e dalla torre stessa si comandava un impianto di catene amovibili tese sopra la superficie del fiume al fine di evitare e scoraggiare la navigazione non regolare. Per secoli l'edificio viene descritto con meraviglia dai visitatori che si soffermano nel citare come il fortilizio spuntasse letteralmente dalle acque. Alberto da Vignate nel '500 scrive sulla funzione della Torre: 
Nel 1520 il disastroso mutamento del letto dell'Adda che prima sfociava nel lago di Mezzola fece sì che il fiume andò a scontrarsi direttamente contro la torre.
Undici anni più tardi nel 1531 dopo la stipula di un trattato tra i Grigioni e il ducato di Milano la torre di Olonio venne abbandonata e smantellata. Secondo la tradizione locale, il materiale lapideo sarebbe stato impiegato per la costruzione del forte di Fuentes a Colico.
Sino al 1960 tracce delle possenti murature della torre erano ancora visibili e oggi rimangono pochi segni della costruzione come i suoi originali seminterrati utilizzati quali cantine di alcune abitazioni private in località Ponte del Passo del comune di Gera Lario.